# 금요일 8시 드라마
금요일 8시 드라마(일본어: 金曜8時のドラマ)는 TV 도쿄 계열에서 2013년 10월 11일부터 매주 금요일 20시대에 방영되는 연속드라마 시간대이다. 2015년 9월 11일까지 플라잉 스타트로 19:58 - 20:54에 방송했지만 같은 해 10월 23일부터 20:00 - 20:54 방송된다.
이 시간대에 편성되거나 방영하는 작품들의 컨셉은 「어른을 위한 통쾌한 엔터테인먼트」를 추구한다.

## 개요
2014년 테레비 도쿄 50주년을 기념하여, 2011년 9월 22일 월요일 (22시)에 끝난 황금 시대 프라임 타임에 드라마 시리즈를 다시 시작하기로 하면서 만들어진 드라마 작품의 시간대이다.
금요일 20 시대 드라마가 방송되는 것은 2008년 7월 - 9 월에 방송 된 '자객 청부인 "(제 2 시리즈) 이후 5년 만이며 현대극에서는 1982년 3월 - 1983 9 월 방송 된 '몽몽 도라에티' 이후 20년 만이지만 '괴로워'는 드라마와 예능 프로그램 등의 복합 프로그램이기 때문에 순수한 드라마는 1970년 10월 - 1971년 9월 방송 된 '오사나 아내 " 이후 42년 만에 다시 새롭게 시작된 셈이다.
오프닝 타이틀은 단순히 블랙 백에 흰색 글씨로 "금요일 8시 드라마"라고 표시가 적용되는 것만으로 BGM은 일절 없다. 그리고 2014년 1월부터 시작되는 "세 마리의 아저씨 ~ 정의의 아군, 알현! ~」에서는 OP 제목이 폐지되었다.

## 작품 소개

### 2010년대

#### 2013년
- 《형사 요시나가 세이치 눈물의 사건부》 (10월 11일 - 12월 11일)

#### 2014년
- 《세마리의 아저씨~정의의 아군, 알현!!~》 (1월 17일 - 3월 14일)
- 《마루호 여자~보험범죄 조사원~》 (4월 11일 - 6월 13일)
- 《라스트 닥터~감찰의 아키타의 검시보고~》 (7월 11일 - 9월 12일)
- 《신·형사 요시나가 세이치 (제2시리즈)》 (10월 17일 - 12월 12일)

#### 2015년
- 《보육 형사 25시~하나사키 신이치는 잠못드!!~》 (1월 16일 - 3월 13일)
- 《세마리의 아저씨 2~정의의 아군, 다시!!~》 (4월 24일 - 6월 12일)
- 《우리 플레이 보이즈 숙년 탐정사》 (7월 17일 - 9월 11일)
- 《낚시 바보 일지~신입 사원 하마사키 덴스케~》 (10월 23일 - 12월 11일)

#### 2016년
- 《경시청 제로계~생활안전과 뭐든지 상담실~》 (1월 15일 - 2월 26일)
  - 주연: 고이즈미 코타로, 아다치 유미
- 《닥터 조사반~의료 사고의 어둠을 밝히려면~》 (4월 22일 - 6월 3일)
  - 주연: 타니하라 쇼스케
- 《얏씨~쓰키지발! 맛있는 사건부~》 (7월 22일 - 8월 26일)
  - 주연: 이하라 츠요시, 에모토 타스쿠
- 《이시카와 고에몬》 (10월 14일 - 12일 2일)
  - 주연: 이치카와 에비조, 타카츠키 사라

#### 2017년
- 《세마리의 아저씨 3~정의의 아군 세 다시!!~》 (1월 20일 - 3월 10일)
  - 주연: 이즈미야 시게루
- 《낚시 바보 일지 Season2~신참 사원 하마사키 덴스케~》 (4월 21일 - 6월 16일)
  - 주연: 하마다 가쿠
- 《경시청 제로계~생활안전과 뭐든지 상담실~SECOND SEASON》 (7월 21일 - 9월 15일)
  - 주연: 고이즈미 코타로, 아다치 유미
- 《유니버설 광고사~당신의 인생, 팔아보겠습니다!~》 (10월 20일 - 12월 1일)
  - 주연: 사와무라 잇키

#### 2018년
- 《특명수사 카쿠호의 여자》 (1월 19일 - 3월 9일)
  - 주연: 나토리 유코, 아소 유미
- 《집사 사이온지의 명추리》 (4월 13일 - 6월 8일)
  - 주연: 카미카와 타카야, 사이토 지로
- 《경시청 제로계~생활안전과 뭐든지 상담실~THIRD SEASON》 (7월 20일 - 9월 14일)
  - 주연: 고이즈미 코타로, 아다치 유미
- 《주재 형사》 (10월 19일 - 12월 7일)
  - 주연: 테라지마 스스무, 사토 킨타

#### 2019년
- 《기억 수사 ~신주쿠 히가시 서 사건 파일~》 (1월 18일 - 3월 1일)
  - 주연: 키타오지 킨야, 카자마 슌스케
- 《집사 사이온지의 명추리 2》 (4월 19일 - 6월 14일)
  - 주연: 카미카와 타카야, 사이토 지로
- 《경시청 제로계~생활안전과 뭐든지 상담실~SEASON4》 (7월 19일 - 9월 6일)
  - 주연: 고이즈미 코타로, 아다치 유미
- 《특명수사 카쿠호의 여자 2》 (10월 18일 - 12월 6일)
  - 주연:아소 유미, 나토리 유코

### 2020년대

#### 2020년
- 《주재 형사 Season2》 (1월 24일 - 3월 6일)
  - 주연: 테라지마 스스무, 사토 킨타
- 《행동심리수사관 타테오카 에마 season1》 (5월 1일 - 7월 10일)
  - 주연: 쿠리야마 치아키, 시라스 진
- 《기억 수사2 ~신주쿠 히가시 서 사건 파일~》 (10월 23일 - 12월 4일) 
  - 주연: 키타오지 킨야, 카자마 슌스케

#### 2021년
- 《경시청 강행범계·히구치 아키라》 (1월 15일 - 2월 19일)
  - 주연: 나이토 타카시, 사노 시로
- 《경시청 제로계~생활안전과 뭐든지 상담실~SEASON5》 (4월 30일 - 7월 2일)
  - 주연: 고이즈미 코타로, 아다치 유미
- 《나선의 미궁 ~DNA 과학수사~》 (10월 15일 - 11월 26일)
  - 주연: 다나카 케이, 쿠라시나 카나

#### 2022년
- 《주재 형사 Season3》 (1월 14일 - 2월 25일)
  - 주연: 테라지마 스스무, 사토 킨타
- 《미움받는 감찰관 오토나시 이치로쿠》 (5월 6일 - 6월 17일)
  - 주연: 코히나타 후미요, 엔도 켄이치
- 《경시청 강행범계·히구치 아키라 Season3》 (7월 15일 - 9월 2일)
  - 주연: 나이토 타카시, 사노 시로
- 《기억 수사3 ~신주쿠 히가시 서 사건 파일~》 (11월 4일 - 12월 16일) 
  - 주연: 키타오지 킨야, 카자마 슌스케

#### 2023년
- 《콘노 토시 서스펜스 기수 235×강행범계 히구치 아키라》 (1월 27일 - 3월 10일)
  - 주연: 히라오카 유타, 야마모토 미라이

## 중계국

### 정규편성국
| 방송대상지역  | 방영국               | 계열국         | 방영일시             | 비고      |
| ------------- | -------------------- | -------------- | -------------------- | --------- |
| 간토 광역권   | TV 도쿄（TX）        | TV 도쿄 계열국 | 금요일 20:00 - 20:54 | 제작국    |
| 홋카이도      | TV 홋카이도（TVh）   | TV 도쿄 계열국 | 금요일 20:00 - 20:54 | 동시 방영 |
| 아이치 현     | TV 아이치（TVA）     | TV 도쿄 계열국 | 금요일 20:00 - 20:54 | 동시 방영 |
| 오사카 부     | TV 오사카（TVO）     | TV 도쿄 계열국 | 금요일 20:00 - 20:54 | 동시 방영 |
| 세토우치 지방 | TV 세토우치（TSC）   | TV 도쿄 계열국 | 금요일 20:00 - 20:54 | 동시 방영 |
| 후쿠오카 현   | TVQ 규슈 방송（TVQ） | TV 도쿄 계열국 | 금요일 20:00 - 20:54 | 동시 방영 |
| 기후 현       | 기후 방송（GBS）     | JAITS 계열국   | 금요일 20:00 - 20:54 | 동시 방영 |
| 시가 현       | 비와코 방송（BBC）   | JAITS 계열국   | 금요일 20:00 - 20:54 | 동시 방영 |
| 나라 현       | 나라 TV 방송（TVN）  | JAITS 계열국   | 금요일 20:00 - 20:54 | 동시 방영 |
| 와카야마 현   | TV 와카야마（WTV）   | JAITS 계열국   | 금요일 20:00 - 20:54 | 동시 방영 |
| 미에 현       | 미에 TV 방송（MTV）  | JAITS 계열국   | 화요일 20:00 - 20:54 | 지연 방영 |

- 독립 방송국에서 보통의 경우 동시 중계하고 있는 편성국은 편성의 사정으로 임시로 지연 넷으로 할 수 있다.

### 과거의 편성국
| 방송대상지역 | 방송국             | 계열     |
| ------------ | ------------------ | -------- |
| 나가노 현    | 신에쓰 방송（SBC） | TBS 계열 |
| 이시카와 현  | 이시카와 TV（ITC） | FNS 계열 |

### 일부 작품 방영국
| 방송대상지역         | 방송국                      | 계열     |
| -------------------- | --------------------------- | -------- |
| 아키타 현            | 아키타 방송（ABS）          | NNS 계열 |
| 후쿠시마 현          | 후쿠시마 방송（KFB）        | ANN 계열 |
| 니가타 현            | 니가타 TV21（UX）           | ANN 계열 |
| 시즈오카 현          | 시즈오카 아사히 TV（SATV）  | ANN 계열 |
| 아오모리 현          | 아오모리 아사히 방송（ABA） | ANN 계열 |
| 미야기 현            | 히가시닛폰 방송（KHB）      | ANN 계열 |
| 히로시마 현          | 히로시마 홈 TV（HOME）      | ANN 계열 |
| 야마구치 현          | 야마구치 아사히 방송（yab） | ANN 계열 |
| 오이타 현            | 오이타 아사히 방송（OAB）   | ANN 계열 |
| 에히메 현            | 에히메 아사히 TV（eat）     | ANN 계열 |
| 가고시마 현          | 가고시마 방송（KKB）        | ANN 계열 |
| 미야기 현            | 도호쿠 방송（TBC）          | TBS 계열 |
| 야마가타 현          | TV-U 야마가타（TUY）        | TBS 계열 |
| 야마나시 현          | TV 야마나시（UTY）          | TBS 계열 |
| 나가노 현            | 신에쓰 방송（SBC）          | TBS 계열 |
| 고치 현              | TV 고치（KUTV）             | TBS 계열 |
| 나가사키 현          | 나가사키 방송（NBC）        | TBS 계열 |
| 에히메 현            | 아이 TV（itv）              | TBS 계열 |
| 구마모토 현          | 구마모토 방송（RKK）        | TBS 계열 |
| 미야자키 현          | 미야자키 방송（MRT）        | TBS 계열 |
| 오키나와 현          | 류큐 방송（RBC）            | TBS 계열 |
| 이와테 현            | 이와테 멘코이 TV（MIT）     | FNS 계열 |
| 미야기 현            | 센다이 방송（OX）           | FNS 계열 |
| 이시카와 현          | 이시카와 TV（ITC）          | FNS 계열 |
| 시마네 현・돗토리 현 | 산인 중앙 TV 방송（TSK）    | FNS 계열 |
| 후쿠이 현            | 후쿠이 TV 방송（ftb）       | FNS 계열 |
| 사가 현              | 사가 TV（sts）              | FNS 계열 |

- 위의 방송국의 일부는 정기적인 편성을 하고 있었던 시절도 존재하는 방송국이기도 하다
- 동일한 방송 대상 지역도 작품에 의해 계열 외 넷국이 다른 지역도 있다.